# 博爾代韋爾德鄉
45°05′N 27°34′E / 45.083°N 27.567°E
博爾代韋爾德鄉（羅馬尼亞語：Comuna Bordei Verde, Brăila），是羅馬尼亞的鄉份，位於該國東南部，由布勒伊拉縣負責管轄，面積87平方公里，海拔高度21米，2007年人口2,828，人口密度每平方公里33人。